# 来迎寺 (和歌山市)

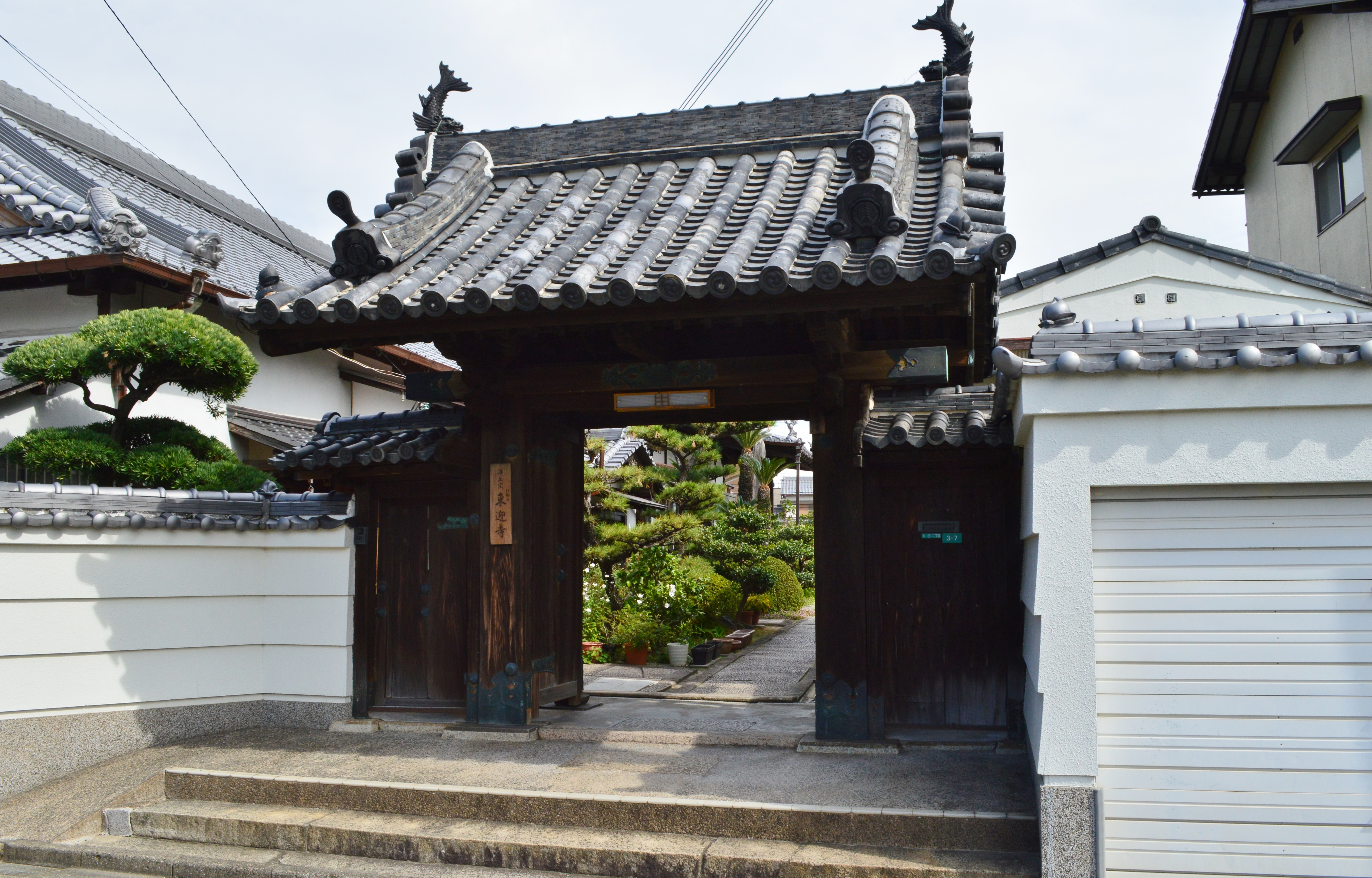
山門

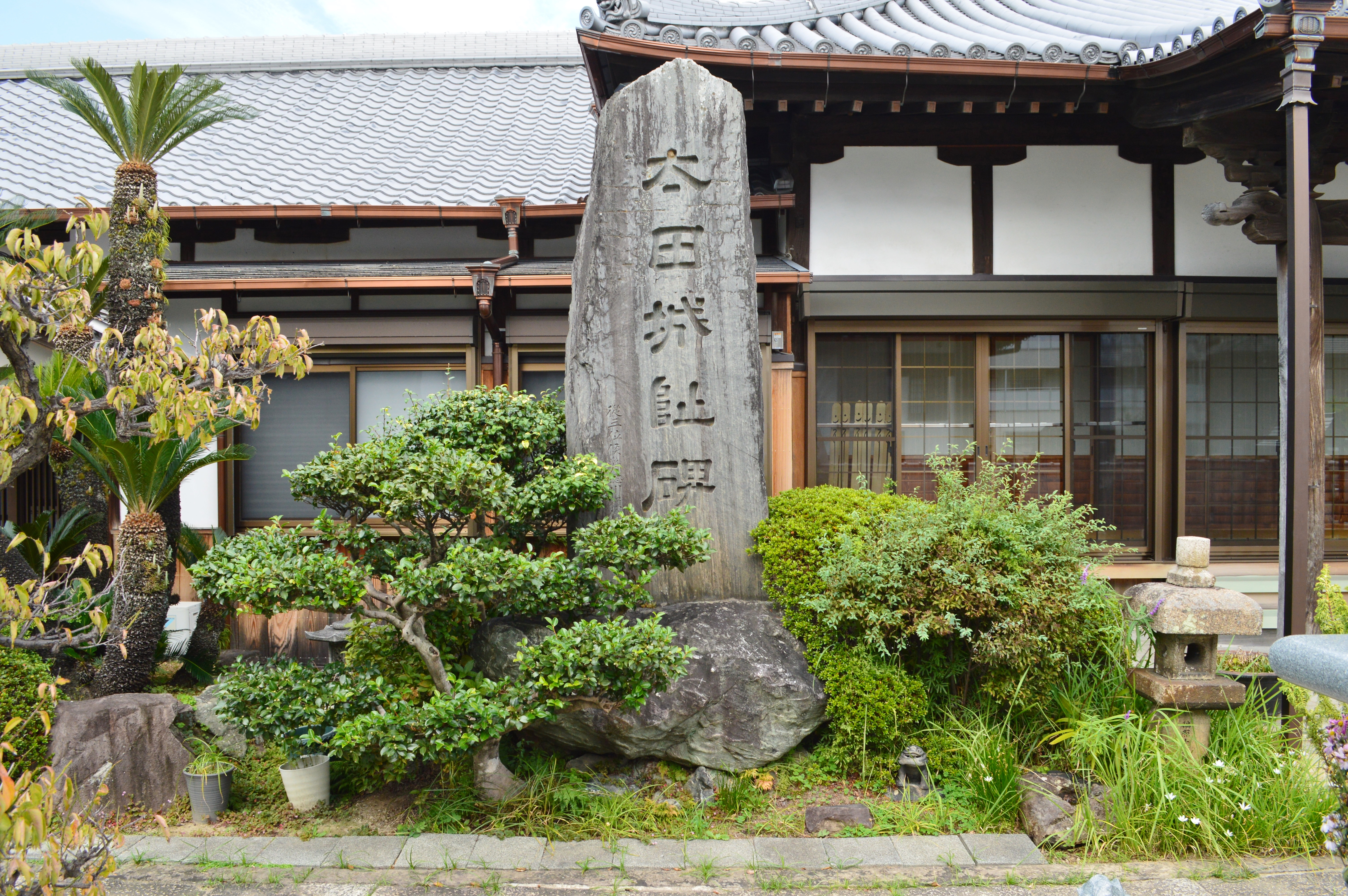
境内の太田城跡碑

来迎寺（らいこうじ）は、和歌山県和歌山市太田529に存在する浄土宗の寺である。

## 概要
戦国時代、同地には太田城があったとされ、境内には太田城の城碑の他、紀州征伐で命を落とした戦没者慰霊碑、太田党を率いた太田左近の妻、「砂」の墓と伝えられる小さな墓がある。 

## アクセス
- 電車でのアクセス
  - JR和歌山駅東口から徒歩約8分
  - JR和歌山駅東口から和歌山バス90・94系統紀伊風土記の丘行きに乗車し、南太田停留所下車、徒歩約5分
- 車でのアクセス
  - 阪和自動車道 和歌山インターチェンジ　→　国道24号　→　和歌山県道145号
  - 参拝者用無料駐車場有